# Crisi al Tribunal Constitucional de Polònia
La crisi del Tribunal Constitucional de Polònia comença l'any 2015 degut a la doble elecció de 5 jutges per part dels diputats de la VIIa i VIIIa legislatura de la Dieta. Aquesta situació desemboca en una crisi que fa sortir al carrer milers de manifestants per reclamar democràcia vist que, i així ho informa la premsa, aquesta doble elecció és fruit d'una reforma del tribunal que està pensada per provocar-ne la paràlisi.

## Els fets
El 25 de juny, el govern va canviar la llei pel que fa a la cort constitucional. La llei va ser signada pel president el 21 de juny de l'any 2015.
El mes de desembre del 2015 la Dieta aprova una nova llei controvertida que genera de seguida oposició per part dels grups parlamentaris que no es troben en majoria. El Partit conservador Justícia i Llei, amb majoria absoluta al parlament i al senat, decideix en plena nit d'aprovar finalment la reforma del Tribunal Constitucional. Dita reforma ha generat crítiques per part de l'oposició atès que, segons pot informar la premsa, la reforma pretén paralitzar el tribunal. Entre altres, s'evoca el fet que l'elecció dels jutges es fan amb la reforma per tretze dels quinze jutges totals i amb majoria a dos terços, cosa que implica que l'absència de tres ja és prou com per paralitzar la presa de decisions. La reforma també suprimeix el dret que tenia el president del Tribunal de definir l'ordre de passatge dels casos, fet que implica un tractament per criteri d'arribada i, segons que n'informa la premsa, això implicaria un retard de fins a tres anys pel que fa a dossiers importants. A aquest aspecte s'afegeix el fet que fins que la Llei no entri a ser analitzada, i així ho preveu la reforma segons la premsa, és constitucional. A més, se suprimeix del seu mandat el paràgraf que en garanteix la independència respecte al poder polític. Per tot plegat l'oposició va decidir marxar de l'hemicicle durant la votació.

### Eleccions i Unió Europea
Aquesta decisió presa pel partit conservador Justícia i Llei és, segons que en pot afirmar la premsa, "malson europeu, derivat dels avanços electorals de populismes dretans". El partit guanya les eleccions el 25 d'octubre del 2015 amb majoria i això li permet engegar la reforma. Es tractava d'un dels grans projectes de legislatura del PIS, que a més de dominar la cambra baixa aconsegueix controlar el Senat –que ha de ratificar el projecte– i també la presidència del país, a mans d'Andrzej Duda.
Des de Brussel·les, el vicepresident de la Comissió Europea, Frans Timmermans, va fer arribar una carta, en un to inusualment dur, en què s'insta un estat membre a “replantejar-se” el pas que està a punt de fer. En el text, filtrat pel diari alemany Süddeutsche Zeitung, es recorda al nou govern que la defensa de principis fonamentals, com la independència del poder judicial, forma part dels “valors fundacionals de la UE”, que no pot qüestionar un estat membre. El primer interessat a aturar el projecte de llei va ser el Constitucional, que ja a principis de mes va dictaminar, abans de l'aprovació, que la reestructuració que es pretén seria inconstitucional.